# Phyllonorycter sublautella
Phyllonorycter sublautella is een vlinder uit de familie mineermotten (Gracillariidae). De wetenschappelijke naam is voor het eerst geldig gepubliceerd in 1869 door Stainton.
De soort komt voor in Europa.